# Алоэ, Батист
Бати́ст Алоэ́ (фр. Baptiste Aloé; 29 июня 1994 года, Ла-Сьота, Франция) — французский футболист, защитник клуба «Нанси».

## Карьера
Родился в городе Ла-Сьота, департамент Буш-дю-Рон. За «Олимпик Марсель» дебютировал 4 октября 2012 года в матче Лиги Европы против «АЕЛа», проведя на поле весь матч. Дебютировал в Лиге 1 2 ноября 2014 года в матче против «Ланса», выйдя на замену во втором тайме.
Провёл 2 матча за сборную Францию (до 18 лет) и 1 матч за сборную Францию (до 21 года).

## Клубная статистика
| Сезон     | Команда   | Турнир      | игры | забитые голы | желтые карточки | красные карточки |
| --------- | --------- | ----------- | ---- | ------------ | --------------- | ---------------- |
| 2018/2019 | Валансьен | Вторая лига | 17   | 0            | 6               | 1                |
| 2017/2018 | Валансьен | Вторая лига | 29   | 1            | 5               | 3                |
| 2016/2017 | Валансьен | Вторая лига | 21   | 0            | 7               | 0                |